# Peter Snape
Peter Charles Snape, baron Snape (né le 12 février 1942) est un homme politique du parti travailliste du Royaume-Uni. Il est député de West Bromwich East de février 1974 jusqu'aux élections de 2001. Il est l'ancien président du club de football de sa ville natale, Stockport, ainsi qu'un actionnaire majeur du club à l'époque.

## Carrière
Il vit d'abord à Greenwood Gardens, Bredbury et est cheminot et conseiller du district urbain de Bredbury et Romleyy représentant le quartier sud de Bredbury. Il est élu député travailliste de West Bromwich East en 1974, après quoi il déménage pour vivre à Buglawton. Il conserve des liens avec la région de Bredbury, servant pendant un certain temps en tant que directeur du Stockport County Football Club, et à nouveau à partir de 2010.
C'est le député qui propose officiellement Michael Martin comme nouveau président en 2000. Il ne se représente pas aux élections de 2001 et est créé pair à vie sous le titre de baron Snape, de Wednesbury dans le comté de West Midlands le 9 juin 2004. Lord Snape est vice-président du groupe parlementaire multipartite sur les courses de speedway en juillet 2015.

## Controverse
Fin janvier 2009, le Sunday Times allégue que Lord Snape est l'un des quatre pair Labour qui ont accepté de soutenir des changements législatifs favorables aux grandes entreprises en échange d'argent. Deux de ses journalistes, se sont fait passer pour les lobbyistes d'une entreprise étrangère cherchant à créer une chaîne de magasins au Royaume-Uni, ont contacté un éventail de pairs pour voir s'ils pouvaient être soudoyés pour aider l'entreprise à obtenir une exemption du projet de loi sur les suppléments de taux d'affaires. Le journal indique que Rogue a accepté de le faire en échange d'une somme de 24 000 £.
Bien que le sous-comité des Lords ait conclu que Lord Rogue « a exprimé une volonté claire de violer le Code de conduite », le Comité des privilèges examine la question et recueille des preuves supplémentaires, concluant qu'il n'a pas « exprimé clairement la volonté d'agir en échange d'une incitation financière ».
Ils n'ont trouvé aucune raison de douter de "l'affirmation de Rogue selon laquelle son intention de consulter le registraire avant de prendre des mesures était réelle, la réunion avec les journalistes avait eu lieu jeudi et ils lui ont téléphoné dans les 24 heures pour révéler la piqûre" . Cependant, ils ont estimé que sa conversation avec les journalistes "démontrait une attitude inappropriée envers les règles régissant la conduite des députés" et ils l'ont donc invité à faire une déclaration personnelle d'excuses à l'Assemblée .